# 必殺スペシャル・春一番 仕事人、京都へ行く 闇討人の謎の首領!
『必殺スペシャル・春一番 仕事人、京都へ行く 闇討人の謎の首領!』（ひっさつスペシャル・はるいちばん しごとにん、きょうとへいく やみうちにんのなぞのしゅりょう!）は、1989年3月30日の木曜日20:00 - 21:48に、ABCと松竹（京都映画撮影所、現・松竹撮影所）が共同製作・テレビ朝日系列で放送された時代劇。主演は藤田まこと。
必殺シリーズの長時間スペシャル第13弾である。

## 概要
本作は京都を舞台とし、主水ら仕事人達が謎の多い闇討人なる闇稼業の者達と戦うというストーリーである。中村主水や鍛冶屋の政といったいつものメンバー以外にも、京都の仕事人として『新 必殺からくり人』ほか多数出演歴のある近藤正臣扮する元結の新吉などが登場する。
話そのものは京都御所の改修工事にまつわる不正と闇討人の暗躍、そして主水ら仕事人たちがその正体を暴くという筋立てであるが、同時に政の恋愛話という側面も持つ。
脚本ではゲストの仕事人・新吉は最後の殺しにも加わっているが、改定されて妹の罠にはまって命を落としている。

## あらすじ
京都所司代に出向中の北町奉行所同心・片山は、京都御所の改修工事にまつわる不正を暴き、幕府に直訴するため江戸に戻るが、何者かに襲われる。政は彼を助けるが、結局は彼と彼の妻も殺害されてしまう。片山の無念を酌んだ政は、加代と共に京へと向かう。一方、中村主水も京都所司代への出張が決まり、上司・田中と江戸を発つ。京都御所改修工事の入札で人手が足りないとのことで、担当の牧口小十郎の下に就く。しかし、主水は朝廷側として今回の工事を担当する貧乏公家の姉小路高麿になぜか気に入れられてしまい、彼の屋敷勤めになってしまう。屋敷に40年仕える使用人のおろくは愚痴る主水をフォローし、高麿の不遇な過去を明かす。
京都に着いた政は、既に裏稼業からは足を洗っていた嵯峨野の元締・五兵衛と、その娘で昔馴染みの仕事人・ろくろのお竜の協力を得て、片山を殺害した弥平次一味を見つけ出す。政は京の仕事人・鉄五郎と共に一味を急襲して弥平次を捕らえ、今回の黒幕・闇討人の頭目の正体を吐かせようとする。しかし、突如現れた般若面の人物に弥平次を殺され、鉄五郎も彼に殺される。
主水の知らせもあって、政は次に般若面の男が用いた京八流の小太刀を手掛かりに黒幕を探す。一方、一度は仕事を断った新吉も京八流の使い手を捜していた。実は、少し前に入札において有力商人が京八流の使い手に暗殺され、その巻き沿いで新吉の恋人・染香も殺害されていたのだ。新吉は、染香の敵討ちという条件で一時的に政と手を組み、標的の京八流の師範を捕らえる。しかし、黒幕の名を吐く前に、突如現れたお竜に殺害されてしまう。政はお竜も闇討人の一味ではないかと疑うが、新吉は彼女を庇う。
夜中、主水は高麿に付け文を届けるよう頼まれる。主水が夜の街角を歩いていると牧口が襲い掛かってくるが、これを返り討ちにする。そして怪しいものを感じた主水はそのまま行方をくらます。一方、付け文の届け先であったお竜の家に高麿が現れる。高麿は彼女に主水のことを確認し、来てないことを知ると主水は死んだと思い込む。闇討人の頭目は、高麿であり、やはりお竜もその仲間であった。高麿は、京都御所の入札に絡み、牧口や山﨑屋と組んで不正を行おうとしていた。そして、その計画の邪魔となる者達を闇討人として暗殺していた。さらには、配下で自身の正体を知る弥平次一味や京八流の使い手らを消すためわざと情報を流し、仕事人に始末させていた。
翌日、五兵衛の死体が発見されたことで新吉も彼女を庇うことをやめる。そして、彼女が生き別れた実の妹であることを政に明かし、兄として彼女を殺すことを誓う。そして新吉は彼女の家に赴くと、得意の紐技で彼女の首を絞める。しかし情が邪魔をして躊躇している隙に、現れた高麿に斬られる。新吉は瀕死の状態で政の元に帰り着くと、お竜を殺せなかったと言い残して死ぬ。
入札前夜。高麿の屋敷を山崎屋が訪れ、見返りを渡す。おろくは、偶然その際の会話を聞いてしまい、高麿に斬られる。様子を見に屋敷に来た主水は瀕死の彼女を見つける。彼女はこの期に及んでも自分が悪い、高麿を許してやってくれと、高麿を庇い息を引き取る。そんな彼女を見た主水は高麿を殺すことを誓う。
お竜と山崎屋を標的に定め、新吉の頼み料を分配する政と加代の前に主水が現れ今回の黒幕を明かし、おろくの金を頼み料に加える。主水は、高麿の屋敷に赴くと山崎屋を囮にして高麿を殺す。政はお竜を殺すため、彼女に会いに行く。彼女は政に惚れており、政もまた彼女に惚れていたが、政はお竜を殺す。

## キャスト

### 仕事人
- 中村主水 - 藤田まこと
- 何でも屋の加代 - 鮎川いずみ
- 鍛冶屋の政 - 村上弘明[注釈 1]
- 鉄五郎 - 佐藤蛾次郎
- 元結の新吉 - 近藤正臣

### 仕事人の周辺人物
- 中村せん - 菅井きん
- 中村りつ - 白木万理
- 与力 鬼塚 - 西田健
- 筆頭同心 田中 - 山内としお

### 闇討人
- 姉小路高麿 - 松山英太郎
- 牧口小十郎 - 黒部進
- 弥平次 - 丹古母鬼馬二
- ろくろのお竜 - 藤真利子

### 闇討人の周辺人物
- おろく - 風見章子
- 山﨑屋十左衛門 - 北村英三
- 榊原兵庫 - 岩尾正隆
- 高松左内 - 東悦次

### その他
- 五兵衛 - 織本順吉
- 染香 - 斉藤絵里
- 片山仙八郎 - 草見潤平
- 片山千鶴 - 鈴川法子
- お香 - 黒木香
- ニセモノ屋 - 笑福亭鶴光

## スタッフ
- 制作 - 山内久司（ABC）
- 脚本 - 田上雄
- 音楽 - 平尾昌晃
- 監督 - 石原興
- プロデューサー - 奥田哲雄、辰野悦央（ABC）、櫻井洋三、佐生哲雄（松竹）
- 制作協力 - 京都映画撮影所（現・松竹撮影所）
- 制作 - ABC、松竹

## 主題歌
- 三井由美子「やがて愛の日が」（ビクターレコード（現・ビクターエンタテインメント））
作詞：茜まさお、作曲：平尾昌晃、編曲：竜崎孝路
『必殺仕置人』の主題歌。